# Ben (album)
Ben je druhé sólové album zpěváka Michaela Jacksona. Bylo vydáno 4. srpna 1972, jen sedm měsíců po debutovém albu.

## Seznam skladeb
1. "Ben" (Black/Scharf)
2. "The Greatest Show on Earth" (Larson/Marcellino)
3. "People Make the World Go Round" (Bell/Creed) (originál nazpívali The Stylistics)
4. "We've Got a Good Thing Going" (The Corporation)
5. "Everybody's Somebody's Fool" (Adams/Hampton) (originál nazpívali The Heartbeats)
6. "My Girl" (Robinson/White) (originál nazpívali The Temptations)
7. "What Goes Around Comes Around" (Levinsky/Stokes/Meyers/Weatherspoon)
8. "In Our Small Way" (Verdi/Yarian)
9. "Shoo-Be-Doo-Be-Doo-Da-Day" (Cosby/Moy/Wonder) (originál nazpíval Stevie Wonder)
10. "You Can Cry On My Shoulder" (originál nazpívala Brenda Holloway) (Gordy)

## Singly
- "Ben" - #1 Billboard Pop Singles; #5 Hot Soul Singles, #3 Easy Listening